# Calathea
Calathea G.Mey., 1818 è un genere di piante erbacee perenni della famiglia Marantaceae, originarie dell'America tropicale, che comprende circa 60 specie.

## Descrizione
Il genere comprende piante sempreverdi con radici rizomatose o tuberose, apprezzate per il bel fogliame di dimensioni e tonalità variabili.

## Tassonomia
Il genere comprende le seguenti specie:
- Calathea anderssonii H.Kenn.
- Calathea anulque H.Kenn.
- Calathea asplundii H.Kenn.
- Calathea barryi H.Kenn.
- Calathea brenesii Standl.
- Calathea caesariata H.Kenn.
- Calathea calderon-saenzii H.Kenn. & M.Serna
- Calathea carlae H.Kenn.
- Calathea casupito (Jacq.) G.Mey.
- Calathea chiriquensis H.Kenn.
- Calathea cofaniorum H.Kenn.
- Calathea confusa H.Kenn.
- Calathea congesta H.Kenn.
- Calathea croatii H.Kenn.
- Calathea crotalifera S.Watson
- Calathea erythrolepis L.B.Sm. & Idrobo
- Calathea fredgandersii H.Kenn.
- Calathea fredii H.Kenn.
- Calathea galdamesiana H.Kenn. & Rod.Flores
- Calathea gentryi H.Kenn.
- Calathea grandifolia Lindl.
- Calathea guzmanioides L.B.Sm. & Idrobo
- Calathea hagbergii H.Kenn.
- Calathea harlingii H.Kenn.
- Calathea inscripta (W.Bull) N.E.Br.
- Calathea ischnosiphonoides H.Kenn.
- Calathea jondule H.Kenn. & Hammel
- Calathea lanibracteata H.Kenn.
- Calathea lanicaulis H.Kenn.
- Calathea lasiostachya Donn.Sm.
- Calathea lateralis (Ruiz & Pav.) Lindl.
- Calathea latrinotecta H.Kenn.
- Calathea lutea (Aubl.) E.Mey. ex Schult.
- Calathea marantina (Willd. ex Körn.) K.Koch
- Calathea monstera H.Kenn.
- Calathea multispicata H.Kenn. & M.Serna
- Calathea neillii H.Kenn.
- Calathea neurophylla H.Kenn.
- Calathea nitens (W.Bull) Ender
- Calathea oscariana H.Kenn.
- Calathea platystachya Standl. & L.O.Williams
- Calathea pluriplicata H.Kenn.
- Calathea plurispicata H.Kenn.
- Calathea ravenii H.Kenn.
- Calathea recurvata H.Kenn.
- Calathea retroflexa H.Kenn.
- Calathea rubribracteata H.Kenn.
- Calathea shishicoensis H.Kenn.
- Calathea similis H.Kenn.
- Calathea spiralis H.Kenn.
- Calathea striata H.Kenn.
- Calathea tarrazuensis H.Kenn.
- Calathea timothei H.Kenn.
- Calathea toroi S.Suárez
- Calathea trianae L.B.Sm. & Idrobo
- Calathea utilis H.Kenn.
- Calathea velutinifolia H.Kenn.
- Calathea verruculosa H.Kenn.
- Calathea yawankama H.Kenn.

Il genere Calathea contava in passato oltre 200 specie, ma molte di esse sono attualmente incluse nel genere Goeppertia.